# Награде Сезар
Сезар (фр. César) француска је национална филмска награда. Номинације врши француска Académie des Arts et Techniques du Cinema основана 1975. године, а у конкуренцији за награду су филмови приказивани током претходне године.

## Историја
Награда је добила име по скулптору Сезару Балдачинију (фр. César Baldaccini, IPA: ; Марсеј, 1. јануар 1921 — Париз, 6. децембар 1998).
Церемонија доделе награда одржава се сваког фебруара у Théâtre du Châtelet у Паризу. Награда је први пут додељена 3. априла 1976. а на првој додели између осталих награђени су Стара пушка (режија Робер Енрико) за најбољи филм, Бертран Таверније за режију филма Нека отпочне свечаност, Филип Ноаре, за најбољу мушку улогу у филму Стара пушка, и Роми Шнајдер, за најбољу женску улогу у филму Важно је волети.
Током доделе награде 2020. дошло је до скандала и најављане је колективна оставке у организационој структури манифестације услед номинације филма контроверзног Романа Поланског у 12 категорија.

## Награде по категоријама

### Најбољи филм
- Награда Цезар за најбољи филм
- Награда Цезар за најбољи деби
- Награда Цезар за најбољи филм из Европске уније

### Најбоља режија
- Награда Цезар за најбољег режисера

### Најбољи глумац
- Награда Цезар за најбољег глумца у главној улози
- Награда Цезар за најбољег глумца у споредној улози
- Награда Цезар за глумца који највише обећава

### Најбоља глумица
- Награда Цезар за најбољу глумицу у главној улози
- Награда Цезар за најбољу глумицу у споредној улози
- Награда Цезар за глумицу која највише обећава

### Страни филм
- Награда Цезар за најбољи страни филм

### Сценарио
- Награда Цезар за најбољи сценарио

### Фотографија
- Награда Цезар за најбољу фотографију

### Монтажа
- Награда Цезар за најбољу монтажу

### Сценографија
- Награда Цезар за најбољу сценографију

### Филмска музика
- Награда Цезар за најбољу филмску музику

### Звук
- Награда Цезар за најбољи звук

### Почасна награда
- Почасни Цезар